# Unforgettable
«Unforgettable» (укр. Незабутня) — пісня норвезького дуету Marcus & Martinus, з якою вони представляли Швецію на Пісенному конкурсі Євробачення 2024 в Мальме після перемоги на національному відборі Melodifestivalen 2024. Сингл посів перше місце в хіт-параді Sverigetopplistan і став першою піснею Marcus & Martinus, яка очолила чарт у Швеції.

## Про пісню
Авторами пісні «Unforgettable» стали самі виконавці Marcus & Martinus, Джой Деб і Ліннеа Деб, які працювали з Монсом Сельмерлевим у 2015 році над його переможною піснею "Heroes", а також Джиммі «Джокер» Торнфельдт, який був співавтором переможної пісні Лорін «Tattoo» у 2023 році. Деби та Толнфельдт також неодноразово були співавторами різних конкурсних пісень для Євробачення та Melodifestivalen.

## Пісенний конкурс Євробачення 2024

### Melodifestivalen 2024
Фестиваль Melodifestivalen 2024 проходив з 3 лютого по 9 березня 2024 року в шести містах Швеції і використовувався як національний відбір для обрання представника країни на Євробаченні. П'ятий чертвертьфінал, у якому брали участь Marcus & Martinus, відбувся 2 березня 2024 року на Löfbergs Arena у Карлстаді. «Unforgettable» та дует Medina з піснею «Que Sera» вийшли прямо до фіналу разом з десятьма іншими фіналістами попередніх четвертьфіналів та етапу останнього шансу.
У фіналі Melodifestivalen Marcus & Martinus виступили під 7 номером. Дует переміг як за результатами голосування глядачів, які віддали пісні «Unforgettable» 12 балів в усіх вікових категоріях, окрім 30-44 років (8 балів), так і за голосуванням журі. Це принесло Marcus & Martinus перемогу у національному відборі та надало право представляти Швецію на Пісенному конкурсі Євробачення 2024.

### Просування пісні
Marcus & Martinus у рамках просування «Unforgettable» взяли участь у пре-паті Євробачення, зокрема Eurovision In Concert в Амстердамі, Nordic Eurovision Party в Стокгольмі та London Eurovision Party в Лондоні.

### На Євробаченні
Пісенний конкурс Євробачення 2024 відбувся на Мальме-Арені в Мальме, Швеція й складався з двох півфіналів, які пройшли 7 і 9 травня відповідно, і фіналу 11 травня 2024 року. 
Швеція як країна-господарка виступала одразу у фіналі конкурсу, проте також виступила у першому півфіналі між країни-учасницями й голосувала в цьому півфіналі. За результатами витягування жереба, пісня «Unforgettable» відкривала фінал під першим номером. Журі віддало дуету Marcus & Martinus 125 балів (8 місце), з яких найвищі 12 балів надійшли від Німеччини. Від глядачів «Unforgettable» отримала 49 балів (11 місце), що в підсумку принесло Швеції 174 бали і 9 загальне місце.

Фрагменти виступу на Євробаченні 2024
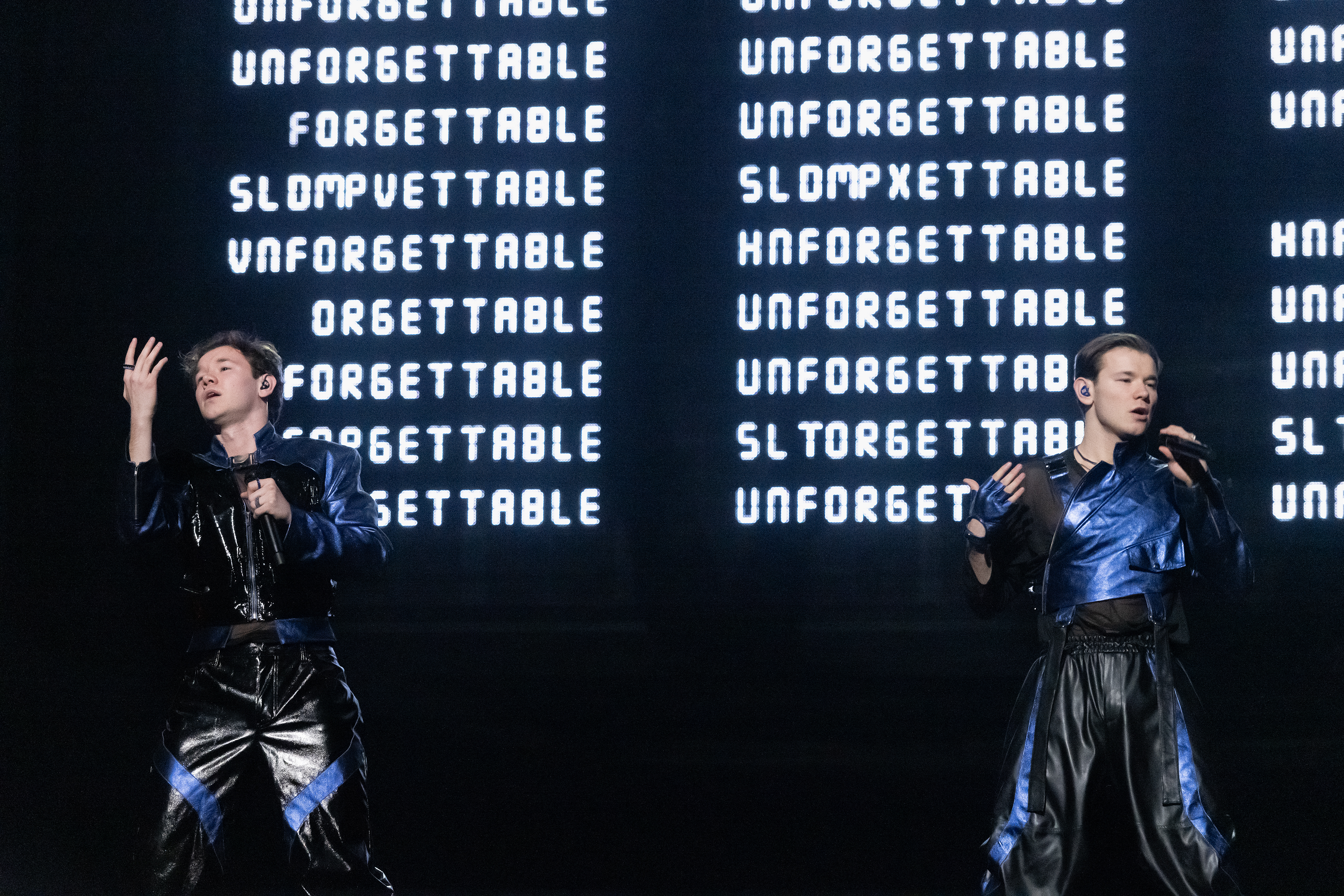
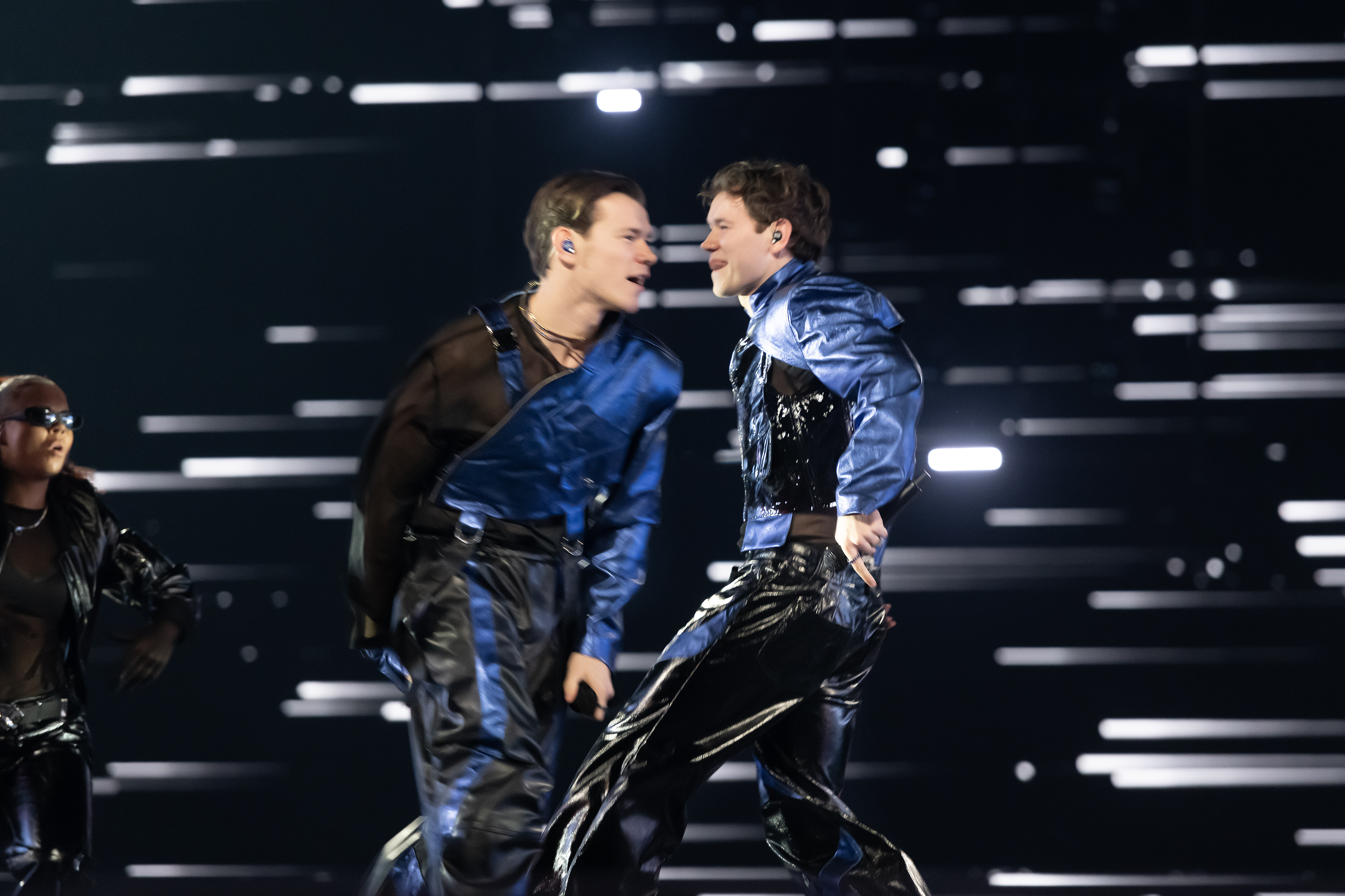
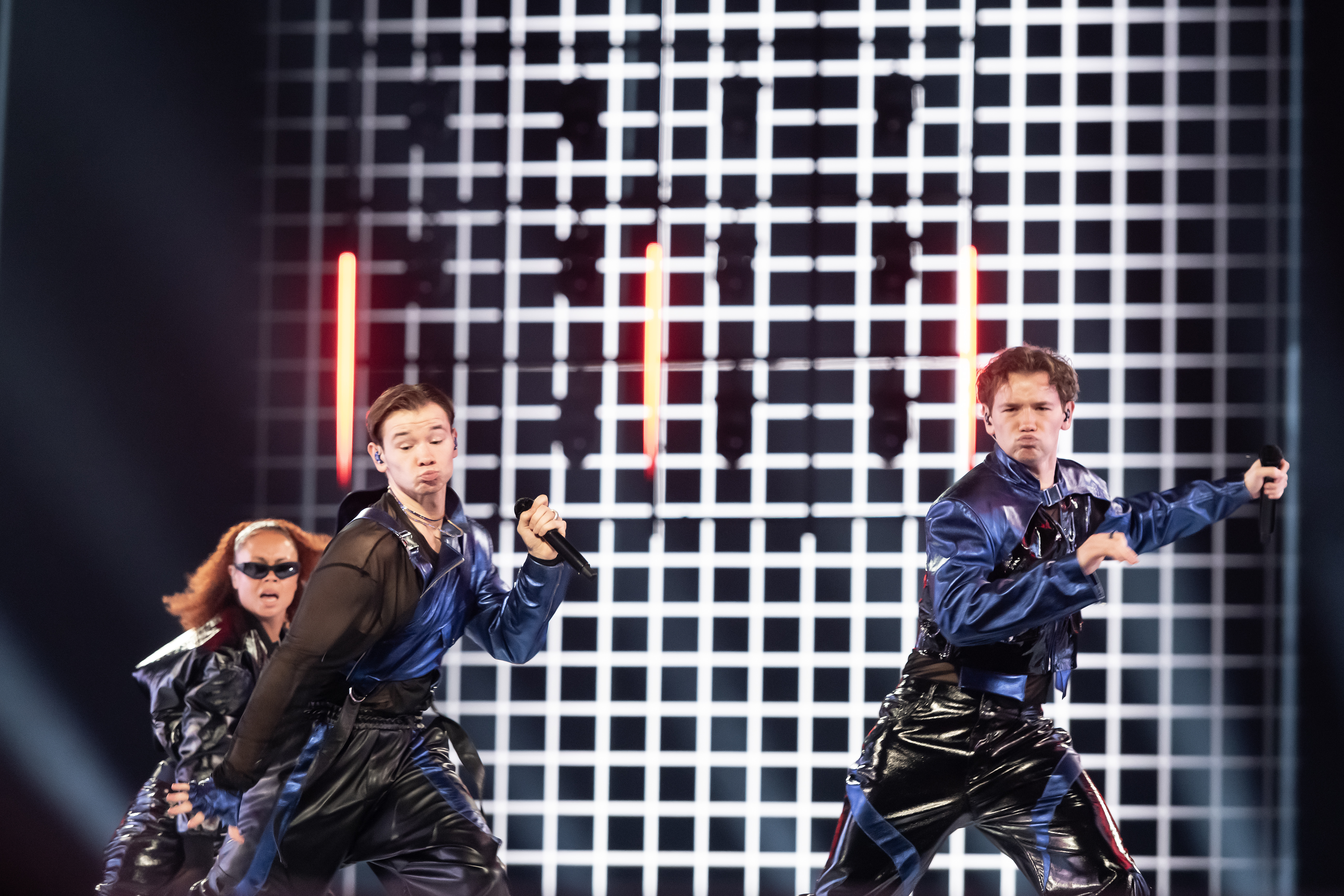
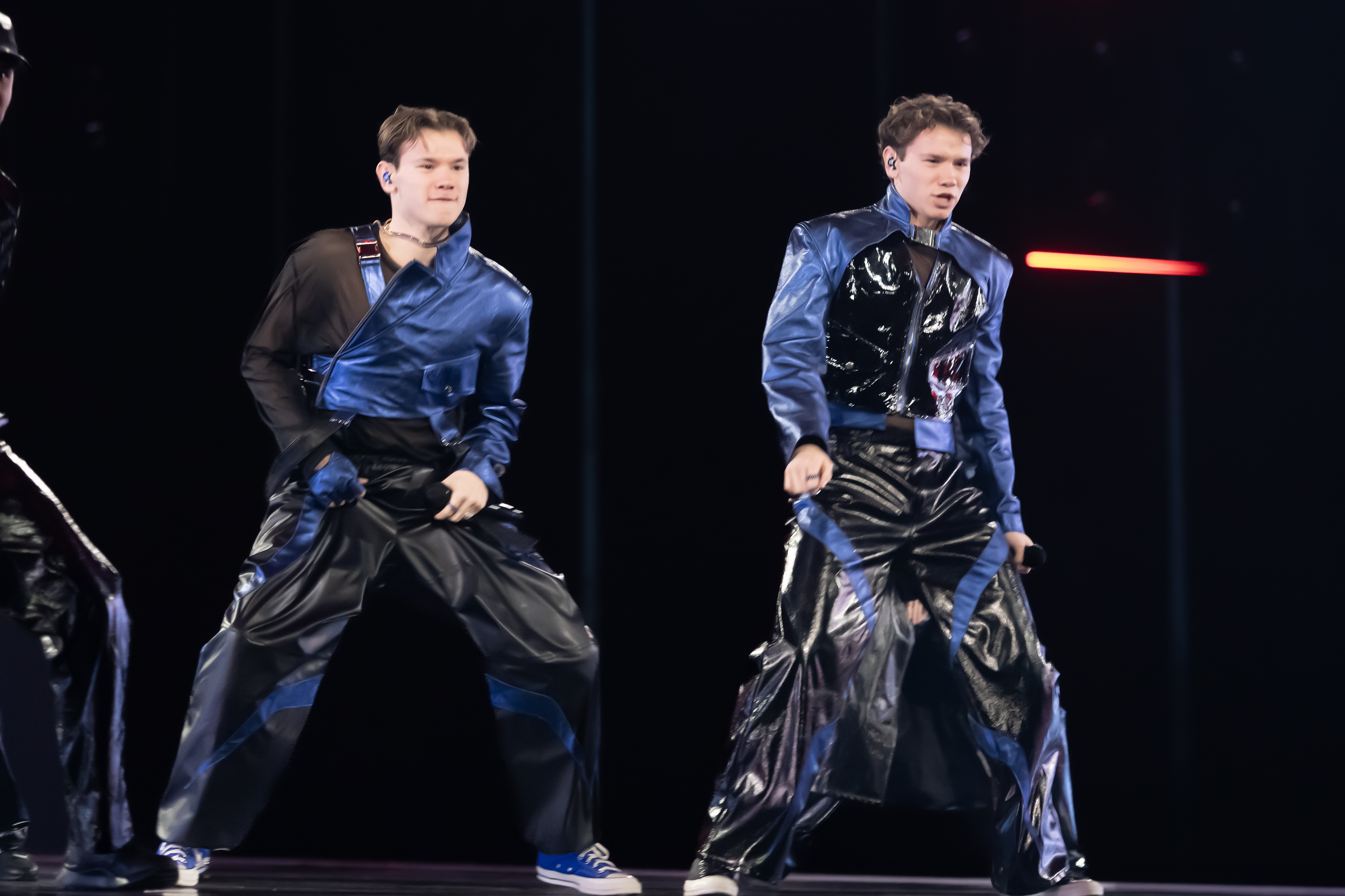
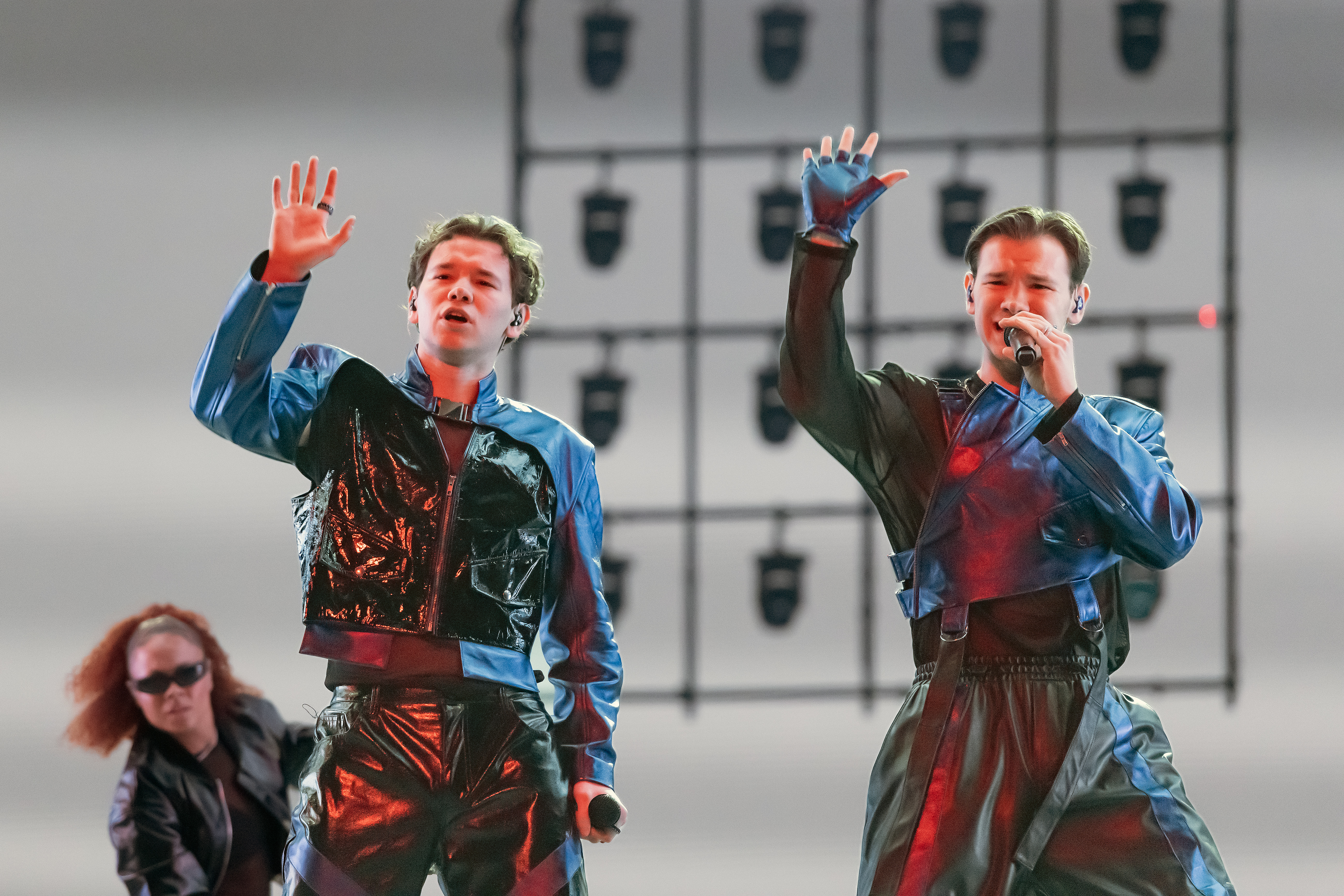
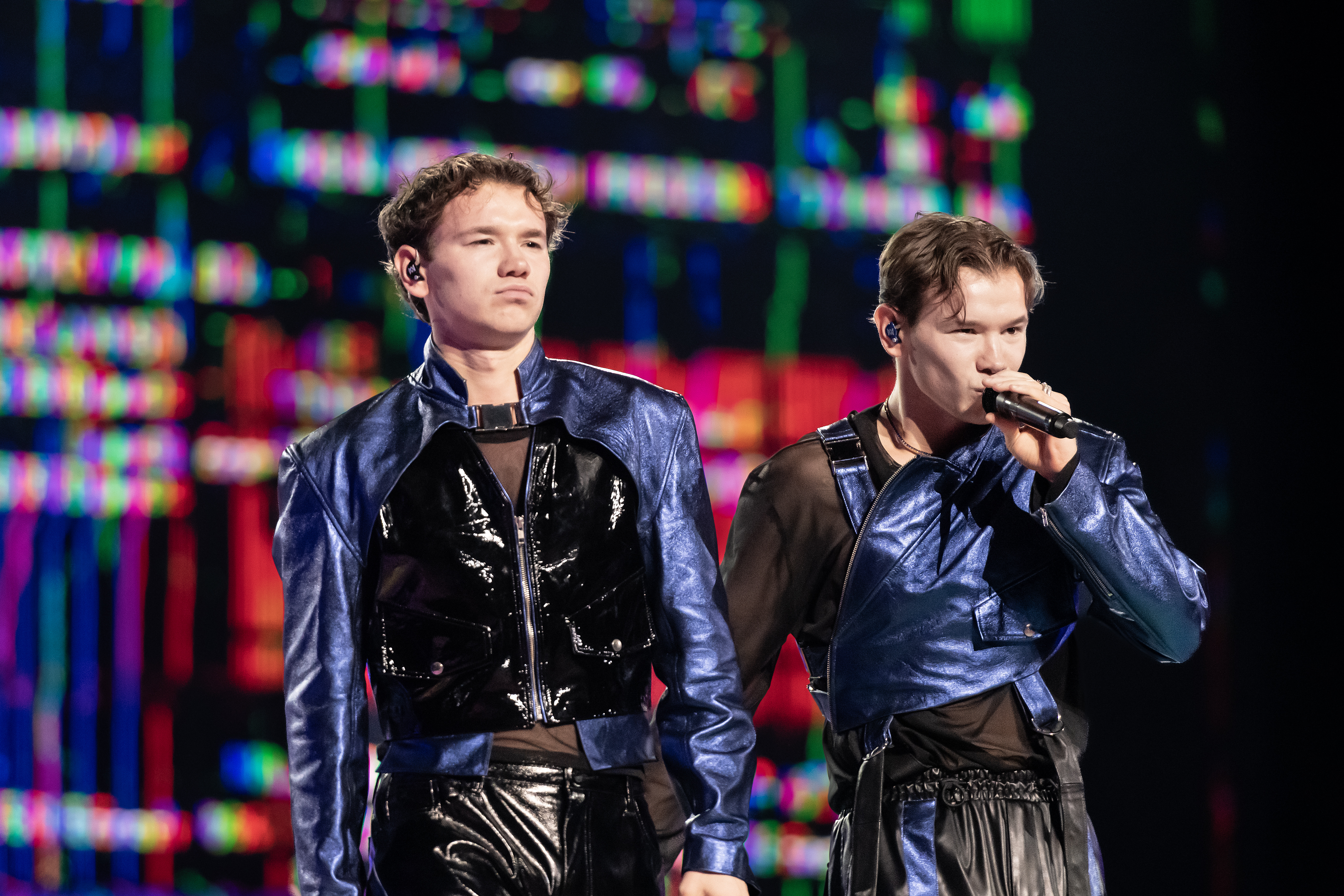
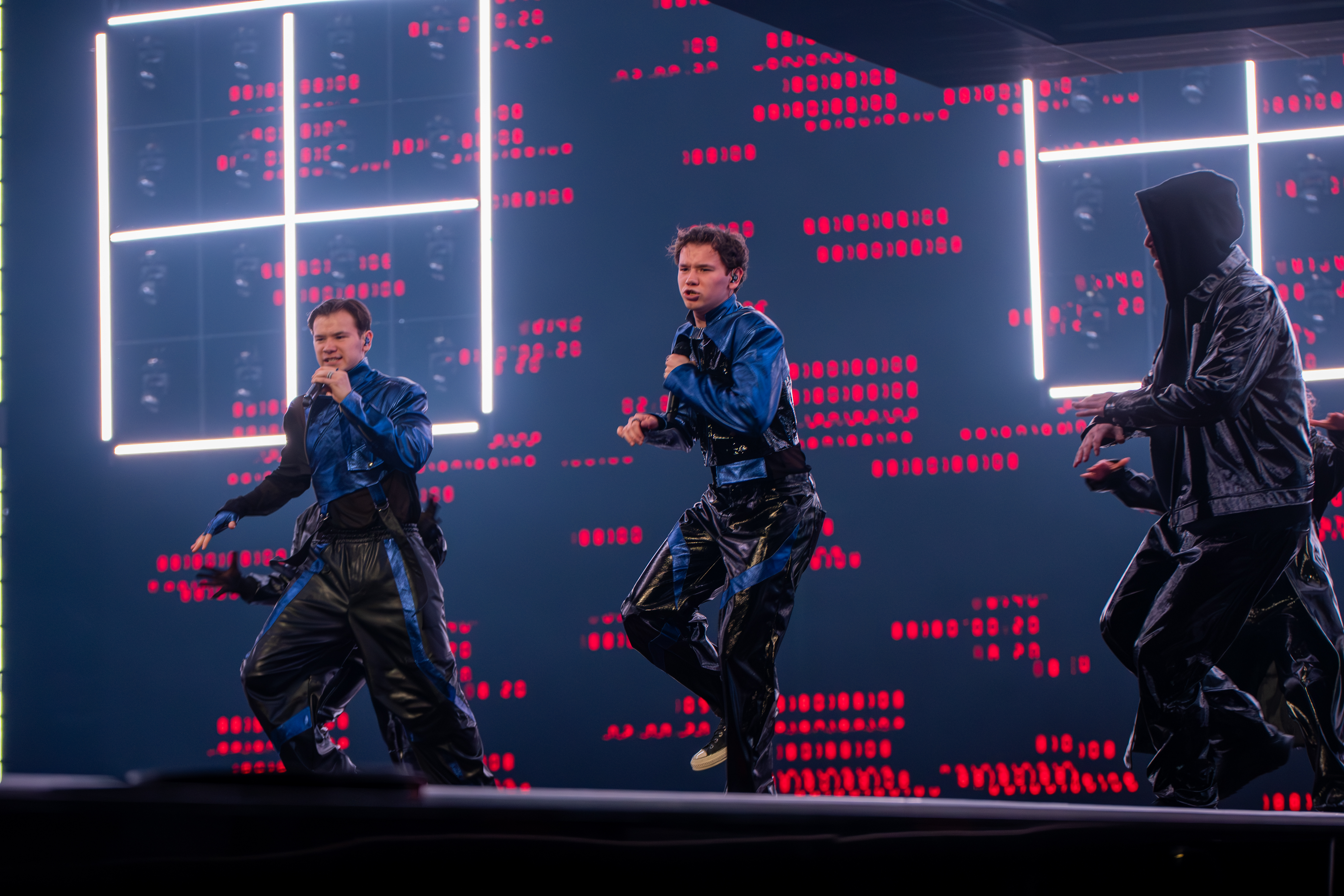
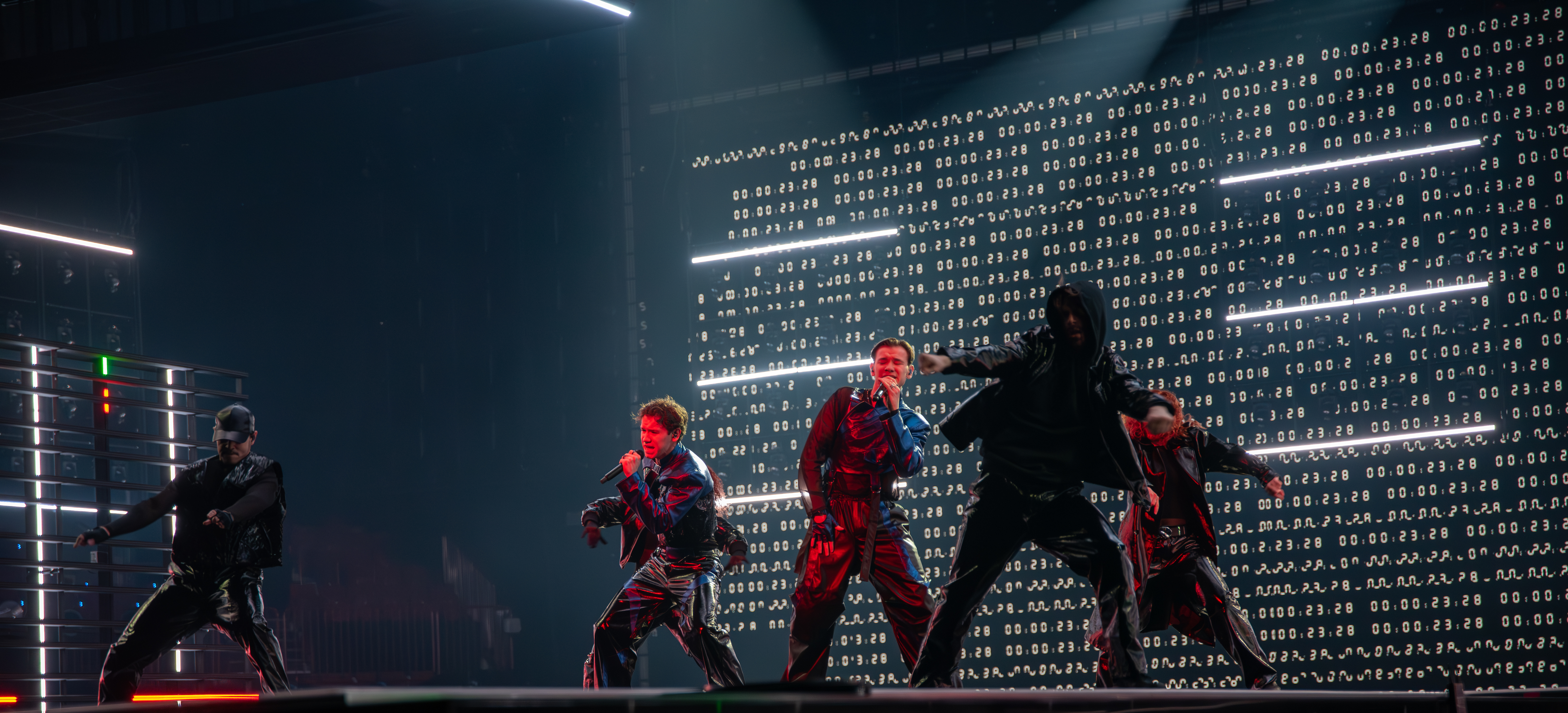

## Критика та оцінка
В огляді Wiwibloggs, який містить кілька рецензій від кількох критиків, пісня має загальну оцінку 7.53 з 10 балів.
Сімон Фельк описує «Unforgettable» як «розумний поп-бенгер у виконанні двох талановитих хлопців із — поки що — найкращою постановкою, яку я бачив на Євробаченні за багато років».
Вільям Лі Адамс зазначає: «Чи це найоригінальніша, нестандартна пісня? Ні. Чи має вона неймовірну постановку, яка поєднує токійські ночі з реальністю відеоігор? Однозначно. І в цьому полягає хитрість: Швеція створила фантастичну сцену, яка дозволяє Маркусу та Мартінусу звучати, грати та вбивати. Виконання розвивається — і це тримає вас у візуальному захопленні».
Youyou оцінює «Unforgettable» як таку, в якій «приспів безглуздо повторюється без жодного сенсу, а мелодія нудна й повторювана… хореографія цієї пісні стала набагато більшою, ніж сама пісня… Без хореографії вона справді не відповідає рівню, який має видавати Швеція, як музична держава».
Руксандра Тудор зазначає, що «Unforgettable» — це «поппісня з добре структурованим виконанням, як це часто очікують від Швеції, яка відома своїми якісними попмелодіями. Це дійсно добре, але вже нічим не дивує».

## Чарти
| Чарти (2024)                     | Пікова позиція |
| -------------------------------- | -------------- |
| Норвегія (VG-lista)              | 1              |
| Швеція (Sverigetopplistan)       | 26             |
| Туреччина (Radiomonitor Top 100) | 94             |